# G Scorpii
G Scorpii (Fuyue, G Sco) – gwiazda w gwiazdozbiorze Skorpiona, znajdująca się w odległości około 126 lat świetlnych od Słońca.

## Nazwa
Gwiazda ta ma nazwę własną Fuyue, która pochodzi z tradycji chińskiej (). Reprezentuje ona legendarnego niewolnika lub pustelnika, który stał się kanclerzem króla Wu Dinga z dynastii Shang w XIII wieku p.n.e. Nie ma ona nazwy w tradycji arabskiej i zachodniej, mimo jasności została też pominięta przez Bayera w dziele Uranometria i nie dostała jego oznaczenia. Nicolas-Louis de Lacaille tworząc gwiazdozbiór Lunety włączył do niego tę gwiazdę, nadając jej oznaczenie gamma Telescopii (γ Tel), jednak większość astronomów zdecydowała o pozostawieniu jej w granicach Skorpiona. Obecne oznaczenie nadał jej Benjamin Apthorp Gould, przypuszczalnie nawiązując w ten sposób do oznaczenia de Lacaille’a. Międzynarodowa Unia Astronomiczna w 2017 roku formalnie zatwierdziła użycie nazwy Fuyue dla określenia tej gwiazdy.

## Charakterystyka
Jest to olbrzym należący do typu widmowego K, chłodniejszy od Słońca (4540 K), o 104 razy większej jasności. Jego promień został zmierzony interferometrycznie i okazał się 17,6 razy większy niż promień Słońca. Dzięki wibracjom gwiazdy zaobserwowanym przez satelitę WIRE stwierdzono, że masa tej gwiazdy jest równa 1,44 masy Słońca, co pozwoliło stwierdzić, że ma ona około 3 miliardów lat. G Scorpii jest na etapie ewolucji, w którym w jej jądrze zachodzą reakcje syntezy helu w węgiel i tlen.
G Scorpii ma dwóch optycznych towarzyszy. W odległości 30,8 sekund kątowych znajduje się słaba gwiazda B o wielkości 13,5m, a 39,5″ od olbrzyma widoczny jest jeszcze słabszy składnik C o wielkości 14,7m (pomiary z 2000 r.). Niemal na pewno pozorna bliskość jest dziełem przypadku, związanego z zagęszczeniem gwiazd w centralnych rejonach Drogi Mlecznej.